# محسن محمدسیفی
محسن محمدسیفی (زاده ۱۷ شهریور ۱۳۶۸ در زنجان) ووشوکار (سانداکار) و ام ام ای کار ایرانی است.
محمدسیفی ووشو را در سن ۱۵ سالگی آغاز کرده و در رشتهٔ تربیت بدنی دانشگاه آزاد زنجان در حال تحصیل است. او در بیشتر تورنمنت‌های آسیایی و بین‌المللی که از سال ۲۰۱۰ شرکت کرده موفق به کسب مدال طلا شده‌است. محمدسیفی قهرمان ۸ دورهٔ مسابقات جهانی و دارندهٔ مدال طلای بازی‌های آسیایی ۲۰۱۰ گوانگ‌ژو و ۲۰۱۴ اینچئون و ۲۰۱۸ جاکارتا در سه وزن مختلف است.
از افتخارات وی می‌توان به کسب ۵ مدال طلا در مسابقات ووشو قهرمانی جهان اشاره کرد.
وی در سال ۲۰۱۹ و در اولین تجربه حضور در در لیگ حرفه ای کیک بوکسینگ (KCPL) مبارزه خود را در مقابل جی وی هائو با پیروزی قاطع به پایان رساند..